# (48501) 1993 FM
(48501) 1993 FM ist ein Hauptgürtelasteroid, der am 23. März 1993 von den neuseeländischen Astronomen Alan C. Gilmore und Pamela Margaret Kilmartin am Mt John University Observatory (IAU-Code 474) in Neuseeland entdeckt wurde.